# Prouvy (Belgique)
Ne doit pas être confondu avec Prouvy.
Prouvy (en gaumais : Prouvi) est un village de la ville et commune belge de Chiny situé en Région wallonne dans la province de Luxembourg.
Avant la fusion des communes de 1977, Prouvy faisait partie de la commune de Jamoigne.

## Situation
Prouvy est un petit village gaumais situé entre Jamoigne, Frenois et Valansart et à environ 1 km au sud de la vallée de la Semois.

## Étymologie
Prouvy viendrait du latin Pro Via signifiant : En avant de la voie et faisant sans doute référence à la voie romaine Reims-Trèves passant non loin du village.

## Description
L'habitat du village se concentre principalement le long de la rue de la Chapelle, d'orientation nord-sud. Ce qui qualifie Prouvy de village-rue. Le village a la particularité d'aligner dans cette rue une suite ininterrompue de maisons et fermettes sur une longueur d'environ 220 m. Quelques rues secondaires se raccordent à la rue de la Chapelle.

## Patrimoine
- La chapelle Notre-Dame du Rosaire a été bâtie en style néo-gothique pendant les années 1895 et 1896 d'après les plans de l'architecte J. Rémont[1]
- Le lavoir et les deux abreuvoirs extérieurs sont repris sur la liste du patrimoine immobilier classé de Chiny depuis 1983.
- Le château de Prouvy date du XIVe siècle. Il a été restauré en 1711 et en 1972. Il est adossé à une ferme dont l’âtre est garni d’une taque de 1573[2].
- La réserve domaniale des Marais de Prouvy et Rawez se trouve à l'est du village. Pour empêcher le reboisement naturel, des vaches de race Galloway occupent les lieux.

## Activités
Prouvy possède une école communale appelée Les Coquelicots et sise Voie d'Orval.
La fête du village se déroule le premier week-end d'août.
On trouve des gîtes ruraux et une chocolaterie dans la localité.